# Eddie Floyd
Eddie Floyd (* 25. června 1937) je americký zpěvák. V roce 1955 založil skupinu The Falcons, ze které odešel o osm let později; po jeho odchodu skupina ukončila svou činnost. Sólovou kariéru Floyd zahájil jako autor písní pro společnost Stax Records. Roku 1966 napsal spolu se Stevem Cropperem píseň „Knock on Wood“, kterou později nahrála řada umělců, jako jsou například Otis Redding, David Bowie a Eric Clapton. Později Floyd vydal řadu nahrávek a to převážně na značce Stax Records.